# Eleição municipal de Franca em 2012
A eleição municipal de Franca em 2012 aconteceu em 7 de outubro de 2012 para eleger um prefeito e 15 vereadores para o município de Franca, segunda maior cidade da região de Ribeirão Preto (SP), e um município com 318 mil habitantes. O primeiro turno teve como resultado Alexandre Ferreira (45), do PSDB, com 38,14% dos votos válidos e Delegada Graciela (11), do PP, com 29,44% dos votos válidos, levando então as eleições para segundo turno, esses dois candidatos disputaram contra 5 outros candidatos, que foram Dr Ubiali (40), do PSB, Gilson Pelizaro (13), do PT, Cassiano Pimentel (43), do PV, Hamilton Chiarelo (50), do PSOL e o Marcelo Bomba (36), do PTC. O segundo turno foi realizado no dia 28 de outubro, tendo como resultado no mesmo dia o prefeito eleito, Alexandre Ferreira, com 57,98% dos votos válidos, contra a Delegada Graciela, com 42,02% dos votos.

## Antecedentes
Na eleição municipal de 2008, Sidnei Rocha, do PSDB, foi reeleito prefeito de Franca, no interior de São Paulo. Após apuração de 100% dos votos, o candidato registrou 66,91% dos votos válidos, de acordo com informações do Tribunal Superior Eleitoral (TSE).
Em segundo ficou o petista Gilson Pelizaro, com 26,94% dos votos. Cristiano Rodrigues, do PV, teve 4,32%; Tito, do PCB, 1,04%, e Jorginho, candidato do PSOL, 0,79%. Sidnei Rocha foi eleito para seu terceiro mandado para prefeito da cidade, sendo o segundo consecutivo. Eleito em 2004 com 57.941 votos, ele foi diretor de Esportes da Prefeitura na década de 70 e vereador em 1976.

## Eleitorado
Na eleição de 2012, estiveram aptos a votar 224.031 Francanos, tendo um total de comparecimento de 90,62% e abstenção 9,38% da população da cidade.

## Candidatos
Foram seis candidatos à prefeitura em 2012: Alexandre Ferreira do PSDB, Delegada Graciela do PP, Dr Ubiali do PSB, Gilson Pelizaro do PT, Cassiano Pimentel do PV, Hamilton Chiarelo do PSOL e Marcelo Bomba do PTC
| Candidato(a)       | Vice                        | Partido | Coligação                                                                                              |
| ------------------ | --------------------------- | ------- | --- |
| Alexandre Ferreira | Fernando Baldochi (PMDB)    | PSDB    | " Para Franca Continuar Crescendo" (PRB / PMDB / PPS / PMN / PSDB / PPL)                               |
| Delegada Graciela  | Gilson de Souza Filho (PSC) | PP      | "Franca Melhor e Mais Humana" (PP / PDT / PSC / DEM / PRTB / PHS)                                      |
| Dr Ubiali          | Vanderlei Tristão (PTB)     | PSB     | "Com Experiência para Cuidar das Pessoas e da Cidade" (PTB / PSL / PR / PSB / PSD / PC do B / PT do B) |
| Gilson Pelizaro    | Professor Marcial (PT)      | PT      | " Bom para o Brasil Bom para Franca" (PT / PTN / PSDC / PRP)                                           |
| Cassiano Pimentel  | Marco Aurelio Chui (PV)     | PV      | (PV)                                                                                                   |
| Hamilton Chiarelo  |                             | PSOL    | "Frente Socialista" (PCB / PSOL)                                                                       |
| Marcelo Bomba      | Ranieri Melo (PTC)          | PTC     | (PTC)                                                                                                  |

>INFO (7 de outubro de 2012). «Dados dos vereadores eleitos». Consultado em 8 de junho de 2016</ref>

## Campanha
As principais críticas que o prefeito Alexandre Ferreira, em busca da eleição, em seu programa de governo, Ferreira prometeu itens como a construção de novas unidades de saúde e creches, a criação de uma escola profissionalizante e de um programa municipal de habitação, bem como de um parque de ciência e inovação.. Durante sua campanha, o candidato do PSDB que tem como vice-prefeito Fernando Baldochi, PMDB prometeu dar continuidade aos projetos da atual gestão Sidnei Rocha e foi criticado pela adversária Graciela Ambrósio sobre o trabalho que desempenhou como secretário municipal, principalmente com relação aos problemas na área da saúde, como filas para cirurgias eletivas.

### Pesquisas
Em pesquisa do Ibope, Alexandre apareceu em segundo lugar nas três pesquisas feitas pelo ibope, sempre atras da Delegada Graciela. No primeiro que foi divulgado no dia 31 de agosto, ela ficou com 27% e ele 20% na pesquisa de intenções de votos. Na segunda Alexandre 27% e Graciela, 32% e por último ele ficou com 25% e ela 30%, mas mesmo com a liderança nas três etapas, Alexandre foi o prefeito eleito no segundo turno.
| Data de realização                       | Data de divulgação     | Instituto | Número de registro no TRE | Contratante | Entrevistados | Margem de erro | Candidato              | Candidato                 | Candidato                  | Candidato            | Candidato              | Candidato                | Candidato           | Não sabe/ Não respondeu | Brancos e nulos |
| Data de realização                       | Data de divulgação     | Instituto | Número de registro no TRE | Contratante | Entrevistados | Margem de erro | Delegada Graciela (PP) | Alexandre Ferreira (PSDB) | Marco Aurélio Ubiali (PSB) | Gilson Pelizaro (PT) | Cassiano Pimentel (PV) | Hamilton Chiarelo (PSOL) | Marcelo Bomba (PTC) | Não sabe/ Não respondeu | Brancos e nulos |
| ---------------------------------------- | ---------------------- | --------- | ------------------------- | ----------- | ------------- | -------------- | ---------------------- | ------------------------- | -------------------------- | -------------------- | ---------------------- | ------------------------ | ------------------- | ----------------------- | --------------- |
| de 28 e 30 de agosto de 2012             | 31 de agosto de 2012   | Ibope     | SP-01003/2012             | EPTV        | 504           | ± 4%           | 27%                    | 20%                       | 19%                        | 14%                  | 2%                     | 1%                       | 0%                  | 11%                     | 7%              |
| de 24 a 26 de setembro de 2012           | 27 de setembro de 2012 | Ibope     | SP 01213/2012             | EPTV        | 504           | ± 4%           | 32%                    | 27%                       | 15%                        | 10%                  | 2%                     | 0%                       | 1%                  | 7%                      | 6%              |
| de 01 de outubro a 03 de outubro de 2012 | 04 de outubro de 2012  | Ibope     | SP-01589/2012             | EPTV        | 504           | ± 4%           | 30%                    | 25%                       | 16%                        | 11%                  | 3%                     | 1%                       | 9%                  | 9%                      | 4%              |

## Resultados

### Prefeito
No dia 28 de outubro, Alexandre Ferreira foi eleito no segundo turno com 57,98% dos votos válidos.
| Candidato(a)              | Vice                        | 1º Turno 7 de outubro de 2012 | 1º Turno 7 de outubro de 2012 |
| Candidato(a)              | Vice                        | Votação                       | Votação                       |
|                           |                             | Total                         | Porcentagem                   |
| ------------------------- | --------------------------- | ----------------------------- | ----------------------------- |
| Alexandre Ferreira (PSDB) | Fernando Baldochi (PMDB)    | 64.527                        | 38,14%                        |
| Delegada Graciela (PP)    | Gilson de Souza Filho (PSC) | 49.815                        | 29,44%                        |
| Dr. Ubiali (PSB)          | Vanderlei Tristão (PTB)     | 26.205                        | 15,49%                        |
| Gilson Pelizaro (PT)      | Professor Marcial (PT)      | 19.495                        | 11,52%                        |
| Cassiano Pimentel (PV)    | Marco Aurelio Chui (PV)     | 7.455                         | 4,41%                         |
| Hamilton Chiarelo (PSOL)  |                             | 932                           | 0,55%                         |
| Marcelo Bomba (PTC)       | Ranieri Melo (PTC)          | 756                           | 0,45%                         |
| Total de votos válidos    | Total de votos válidos      | 169185                        | 90,62%                        |
| Votos em branco           | Votos em branco             | 8777                          | 4,70%                         |
| Votos nulos               | Votos nulos                 | 8724                          | 4,67%                         |
| Total                     | Total                       | 186686                        | 100%                          |
| Abstenções                | Abstenções                  | 37345                         | 9,38%                         |
| Votos apurados            | Votos apurados              | 186686                        | 100%                          |
| Total de eleitores        | Total de eleitores          | 224031                        | 100%                          |

| Candidato(a)              | Vice                        | 2º Turno 28 de outubro de 2012 | 2º Turno 28 de outubro de 2012 |
| Candidato(a)              | Vice                        | Votação                        | Votação                        |
|                           |                             | Total                          | Porcentagem                    |
| ------------------------- | --------------------------- | ------------------------------ | ------------------------------ |
| Alexandre Ferreira (PSDB) | Fernando Baldochi (PMDB)    | 95.267                         | 57,98%                         |
| Delegada Graciela (PP)    | Gilson de Souza Filho (PSC) | 69.054                         | 42,02%                         |
| Total de votos válidos    | Total de votos válidos      | 164321                         | 91,49%                         |
| Votos em branco           | Votos em branco             | 7425                           | 4,13%                          |
| Votos nulos               | Votos nulos                 | 7851                           | 4,37%                          |
| Total                     | Total                       | 179597                         | 100%                           |
| Abstenções                | Abstenções                  | 44434                          | 8,51%                          |
| Votos apurados            | Votos apurados              | 179597                         | 91,49%                         |
| Total de eleitores        | Total de eleitores          | 224031                         | 100%                           |

### Vereador
Sabendo que as vagas de vereadores para cada estado são diferentes, a partir do número total da população. No município de Franca, 15 vagas estavam para serem preenchidas. O vereador mais votado foi a Valeria Marson (PSDB), que teve 5.604 votos. O PSDB é o partido com o maior número de vereadores eleitos (4), seguido por PTB, PSD e PP, com dois em cada e DEM, PMDB, PSB e PT com um em cada.
| Resultado da eleição para a Câmara Municipal de Franca em 2012 por candidato | Resultado da eleição para a Câmara Municipal de Franca em 2012 por candidato | Resultado da eleição para a Câmara Municipal de Franca em 2012 por candidato | Resultado da eleição para a Câmara Municipal de Franca em 2012 por candidato | Resultado da eleição para a Câmara Municipal de Franca em 2012 por candidato | Resultado da eleição para a Câmara Municipal de Franca em 2012 por candidato |
| Candidato                                                                    | Número                                                                       | Partido                                                                      | Votos                                                                        | Porcentagem                                                                  |                                                                              |
| ---------------------------------------------------------------------------- | ---------------------------------------------------------------------------- | ---------------------------------------------------------------------------- | ---------------------------------------------------------------------------- | ---------------------------------------------------------------------------- | ---------------------------------------------------------------------------- |
| Valeria Marson                                                               | 45555                                                                        | PSDB                                                                         | 5.604                                                                        | 3,34%                                                                        |                                                                              |
| Pastor Otávio                                                                | 14777                                                                        | PTB                                                                          | 4.084                                                                        | 2,43%                                                                        |                                                                              |
| Nirley de Souza                                                              | 25699                                                                        | DEM                                                                          | 3.925                                                                        | 2,34%                                                                        |                                                                              |
| Bahia                                                                        | 14123                                                                        | PTB                                                                          | 3.581                                                                        | 2,14%                                                                        |                                                                              |
| Adermis                                                                      | 45000                                                                        | PSDB                                                                         | 3.437                                                                        | 2,05%                                                                        |                                                                              |
| Marco Garcia                                                                 | 23456                                                                        | PPS                                                                          | 3.209                                                                        | 1,91%                                                                        |                                                                              |
| Donizete da Farmacia                                                         | 45888                                                                        | PSDB                                                                         | 3.126                                                                        | 1,86%                                                                        |                                                                              |
| Zezinho Cabeleireiro                                                         | 23123                                                                        | PPS                                                                          | 3.057                                                                        | 1,82%                                                                        |                                                                              |
| Dr. Jépy Pereira                                                             | 45999                                                                        | PSDB                                                                         | 2.637                                                                        | 1,57%                                                                        |                                                                              |
| Delegado Radaeli                                                             | 15777                                                                        | PMDB                                                                         | 2.588                                                                        | 1,54%                                                                        |                                                                              |
| Laercinho                                                                    | 11999                                                                        | PP                                                                           | 2.392                                                                        | 1,43%                                                                        |                                                                              |
| Márcio do Flórida                                                            | 13013                                                                        | PT                                                                           | 2.313                                                                        | 1,38%                                                                        |                                                                              |
| Claudinei da Rocha                                                           | 11222                                                                        | PP                                                                           | 2.272                                                                        | 1,35%                                                                        |                                                                              |
| Vergara                                                                      | 40123                                                                        | PSB                                                                          | 2.051                                                                        | 1,22%                                                                        |                                                                              |
| Cordeiro                                                                     | 40000                                                                        | PSB                                                                          | 1.636                                                                        | 0,98%                                                                        |                                                                              |

| Votos nominais  | Votos nominais  | 167727 89,84% | 89,84% |
| Votos válidos   | Votos válidos   | 181.383       | 88,92% |
| Votos nulos     | Votos nulos     | 6318          | 3,38%  |
| Votos em branco | Votos em branco | 6318          | 3,38%  |
| Total           | Total           | 224031        | 100%   |
| --------------- | --------------- | ------------- | ------ |

## Análises
Alexandre Ferreira foi prefeito de Franca de 2012 a 2016. A vitória conquistada por ele no segundo turno, garante a permanência dos tucanos no Executivo municipal por mais quatro anos. Ao saber do resultado, o tucano atribuiu a vitória ao trabalho da equipe e ao prefeito Sidnei Rocha, em entrevista ao site G1, Alexandre declarou: “É uma somatória de vários acontecimentos: o prefeito tem participação, o resultado do trabalho dele nos oito anos de governo teve participação, o trabalho do próprio candidato e o empenho da equipe, que é formada apenas por francanos. Tudo isso foi muito importante”, afirmou.